# Alle soglie dell'incredibile
Alle soglie dell'incredibile (Aux frontières du possible) è una serie televisiva francese in 13 episodi trasmessi per la prima volta nel corso di 2 stagioni dal 1971 al 1974.
È una serie thriller di fantascienza (fantaspionaggio) incentrata sulle vicende di due agenti segreti francesi. È basata sul romanzo L'Espionnage scientifique di Jacques Bergier.

## Trama
Due agenti del BIP ("Bureau International de Prévention scientifique") sono responsabili della protezione dell'umanità dall'uso criminale delle più recenti scoperte scientifiche.

## Personaggi e interpreti
- Yan Thomas (13 episodi, 1971-1974), interpretato da Pierre Vaneck.
- Courtenay-Gabor (13 episodi, 1971-1974), interpretato da Jean-François Rémi.
- Barbara Andersen (9 episodi, 1971-1974), interpretata da Elga Andersen.
- La segretaria (7 episodi, 1971-1974), interpretata da Yvette Montier.
- Chalier (6 episodi, 1971), interpretato da Roger Rudel.
- Christa Neumann (3 episodi, 1974), interpretata da Eva Christian.

## Produzione
La serie fu prodotta da Office de Radiodiffusion Télévision Française e Telecip Productions. Le musiche furono composte da Jack Arel.

### Registi
Tra i registi sono accreditati:
- Victor Vicas in 7 episodi (1971-1974)
- Claude Boissol in 6 episodi (1971-1974)

### Sceneggiatori
Tra gli sceneggiatori sono accreditati:
- Jacques Bergier in 6 episodi (1971)
- Henri Viard in 3 episodi (1971-1974)

## Distribuzione
La serie fu trasmessa in Francia dal 4 ottobre 1971 al 6 aprile 1974 sulla rete televisiva ORTF. In Italia è stata trasmessa con il titolo Alle soglie dell'incredibile. È stata distribuita anche in Germania Ovest con il titolo Grenzfälle - Es geschah übermorgen.

## Episodi
| Stagione         | Episodi | Prima TV Francia | Prima TV Italia |
| ---------------- | ------- | ---------------- | --------------- |
| Prima stagione   | 6       | 1971             | 1972            |
| Seconda stagione | 7       | 1974             | 1975            |